# Blake Parker (Baseballspieler)
Richard Blake Parker (* 19. Juni 1985 in Fayetteville, Arkansas) ist  ein US-amerikanischer professioneller Baseballspieler in der Major League Baseball. Er spielt derzeit bei den Philadelphia Phillies auf der Position des Relief-Pitchers (Einwechselwerfer).

## Karriere
Er wurde am 10. Juni 2006 in der 16. Runde des MLB Drafts von den Chicago Cubs als Amateur verpflichtet. Nach mehreren Jahren im Farmsystem der Cubs gelang ihm am 17. Mai 2012 der Sprung in die Major League Baseball. Bei seinem Debüt gegen die Philadelphia Phillies warf Parker 1 2/3 Innings, erlaubte 2 Hits und 3 Runs (keiner davon Earned).
Seine Karriere begann Parker mit der Trikot-Nummer 55, wechselte jedoch noch während der Saison 2012 auf die Nummer 50, welche er seine gesamte Zeit bei den Cubs trug.
Über die Stationen Seattle Mariners, New York Yankees, Los Angeles Angels und Minnesota Twins kam Parker zu seinem derzeitigen Team, den Philadelphia Phillies.

## Gehalt
Parkers Gehalt beläuft sich bisher auf 5.296.689 USD.